# لورين ألفونسو
لورين ألفونسو (مواليد 23 فبراير 1995) هو ملاكم أذربيجاني كوبي المولد، شارك في أولمبياد 2020. فاز لورن ألفونسو ببطولة الألعاب الأوروبية الثانية في بيلاروسيا عام 2019، وفي عام 2024 أنهى بطولة أوروبا في صربيا بالميدالية البرونزية. تقديرًا لخدماته في الرياضة الأذربيجانية، مُنح وسام "من أجل خدمة الوطن" من الدرجة الثالثة في عام 2021، وفي عام 2024 مُنح وسام "من أجل خدمة الوطن" من الدرجة الثانية.